# Hindustan Ambassador
Hindustan Ambassador — автомобіль, який вироблявся індійською компанією Hindustan Motors з 1957 по 2014 роки, удосконалювався та змінювався протягом усього терміну виробництва. Ambassador базувався на моделі Morris Oxford Series III, вперше виготовленій Morris Motors Limited у Коулі, Оксфорд у Великій Британії з 1956 по 1959 рік.
Незважаючи на своє британське походження, Ambassador вважався справжнім індійським автомобілем і його люб'язно називали «Королем індійських доріг». Автомобіль був виготовлений компанією Hindustan Motors на її заводі в місті Уттарпара поблизу Калькутти, Західна Бенгалія.
У 1982 році компанія Hindustan Motors вирішила зібрати вантажівку Isuzu F-серії, побічним продуктом був доступ до автомобільних двигунів Isuzu.
По суті, Ambassador був тим самим Morris Oxford Series — III, запущеним Morris, який тоді був частиною British Motor Corporation. У 1956 році він продав права та обладнання Hindustan Motors, як це було зроблено для своїх попередніх моделей Series — I та Series — II, які продавалися Hindustan Motors як Hindustan 14 і Landmaster. Сама модель Series-III була похідною від моделі Morris Oxford Series — II, яка була розроблена до злиття Austin і Morris.
Автомобіль був досить просторим завдяки своїй напівмонокковій конструкції, що було чималим прогресом на початку 1950-х років у транспортній техніці. Автомобіль був розроблений Алеком Іссігонісом, чиїми іншими проектами були Mini та Morris Minor. Ambassador замінив Hindustan Landmaster, який був досить схожим, і більший Hindustan Deluxe. 
Політичний вплив родини Бірла сприяв тому, що Ambassador став одним із небагатьох автомобілів, які вироблялися відповідно до урядової політики 1954 року щодо сприяння місцевій автомобільній промисловості. Він домінував на ринку протягом кількох десятиліть, головним чином завдяки хабарництву, просторому розміру та міцності порівняно з такими конкурентами, як Premier Padmini та Standard 10. 
На початку 1980-х порівняно дорогий Ambassador, низька економія палива та низька якість почали перешкоджати продажам. Він все ще становив понад дві третини виробництва автомобілів в Індії, але списки очікування скоротилися до 12 місяців, у той час як Premier Padmini мав список очікування майже п'ять років. Ambassador залишався домінуючим в офіційному та корпоративному секторах, хоча також був популярним як таксі, але приватні автомобілісти поступово відмовилися від «Amby» у 1980-х та 1990-х роках.